# 蕭正義
蕭正義（5世紀—540年代），字公威，南兰陵郡兰陵县人，南北朝时南梁宗室。
蕭正義的父親蕭宏是梁武帝蕭衍六弟，最初封平樂侯，擔任太常卿、南徐州刺史。蕭宏死後兄長蕭正立辭讓爵位，於是襲封臨川嗣王。大同十年（544年）春，梁武帝臨幸朱方，蕭正義修葺解宇待駕。當時京城西部有山峰，山高數十丈，三面臨水，名「北固嶺」；蔡謨在該處建築探查軍情，其後建築崩壞，剩下小亭字，十分狹窄。蕭正義於是擴括路面，加上欄杆，梁武帝就能到建築上，並說：「這山峰未必須固守，但京口實在壯觀啊。」並改山名為「北顧嶺」，賜他束帛，進封安東將軍。
中大同元年（546年）八月，蕭正義轉任東揚州刺史，之後逝世。